# George Boys-Stones
George Robin Boys-Stones (* 19. August 1971) ist ein britischer Philosophiehistoriker auf dem Gebiet der antiken Philosophie.
Boys-Stones ist Professor of Classics and Philosophy an der University of Toronto. Zuvor war er Professor of Ancient Philosophy im Department of Classics and Ancient History der University of Durham, wo er mit Christopher J. Rowe zusammenarbeitete. 2013 verbrachte er ein halbes Jahr am Institute for Advanced Study in Princeton.
Boys-Stones arbeitet zu den philosophischen Bewegungen der posthellenistischen Zeit, insbesondere zum sogenannten Mittelplatonismus. Als Übersetzer war er an der von Lloyd P. Gerson herausgegebenen englischsprachigen Plotin-Gesamtausgabe beteiligt. Von der fragmentarisch erhaltenen Schrift des Lucius Annaeus Cornutus über die griechischen Götter hat er eine Ausgabe vorgelegt. Von 2012 an war er zeitweise Herausgeber der Zeitschrift Phronesis.

## Schriften (Auswahl)
- L. Annaeus Cornutus: Greek Theology. Fragments, and Testimonia. Society of Biblical Literature Press, 2018.
- Platonist Philosophy 80 BC to 250 AD: An Introduction and Collection of Sources in Translation. Cambridge University Press, Cambridge 2018.
- (Übers. in): Lloyd P. Gerson (Hrsg.): Plotinus. The Enneads. Translated by George Boys-Stones, John M. Dillon, Lloyd P. Gerson, Richard A. H. King, Andrew Smith and James Wilberding. Cambridge University Press, Cambridge 2018.
- mit Christopher J. Rowe: The Circle of Socrates. Readings in the First-Generation Socratics. Hackett 2013.
- (Hrsg. mit Dimitri El Murr, Christopher Gill): The Platonic Art of Philosophy. Cambridge University Press, Cambridge, 2013.
- (Hrsg. mit Johannes H. Haubold): Plato and Hesiod. Oxford University Press, Oxford 2009.
- Post-Hellenistic Philosophy. A Study of its Development from the Stoics to Origen. Oxford University Press, Oxford 2001.